# Feudă

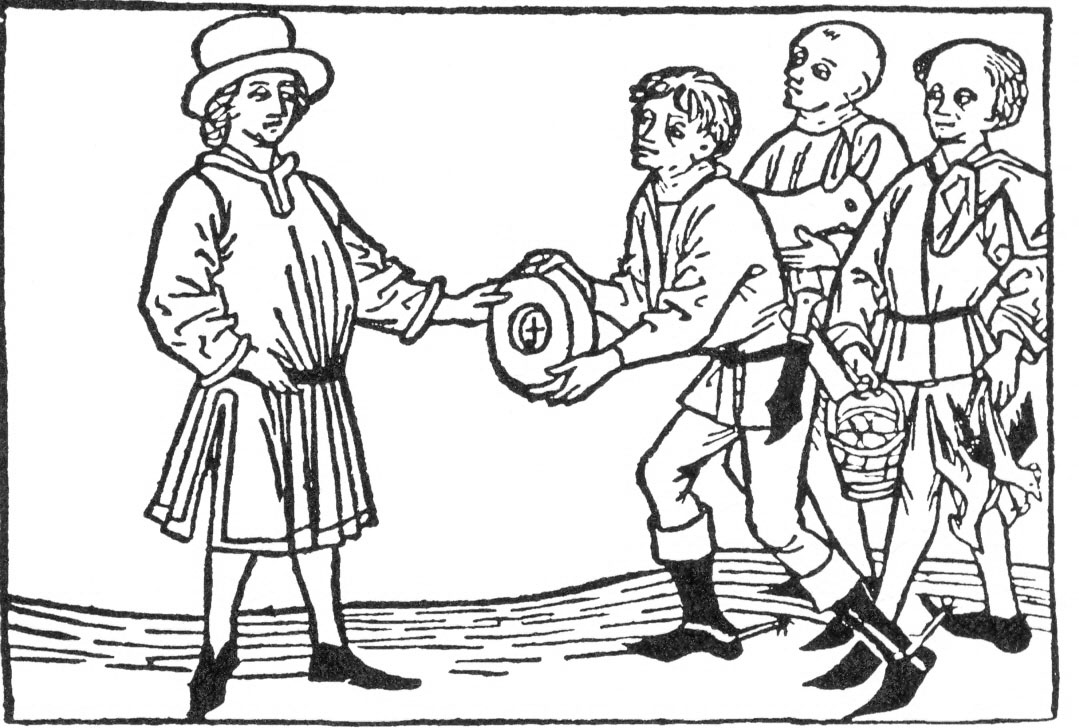
Țăranii aduc dijma nobillului

Feudă (it. feudo, lat. feudum, fr: seigneurie), termen uzual în evul mediu, prin care se înțelege, moșie, domeniu, provincie pe care vasalul o primea în stăpânire de la seniorul său, în schimbul anumitor obligații și pe care o lucra cu țăranii iobagi, Proprietate funciară sau venit fix, primit de un vasal de la seniorul său în schimbul recunoașterii suzeranității acestuia, pentru faptul că îi păstra credință și se obliga să-i presteze anumite servicii.